# Kiss of the Spider Woman (musical)
Kiss of the Spider Woman és un musical amb música de John Kander, lletres de Fred Ebb i llibret de Terrence McNally. Està basat en la novel·la El Beso de la Mujer Araña, de Manuel Puig. S'ha representat tant al West End londinenc (1992) com a Broadway (1993), guanyant el Premi Tony a el 1993.

## Argument
Luis Alberto Molina, un dissenyador d'aparadors homosexual, està tancat a la presó en un país sud-americà qualsevol, complint el seu tercer any d'una pena de 8 anys de reclusió per corrompre un menor. Viu en un món de fantasia per esvair-se de la vida presidiària, la tortura, les pors i les humiliacions. Fantaseja sobretot sobre pel·lícules, particularment sobre Aurora, una diva vampiresa. L'estima en tots els papers, però un l'espanta: la Dona Aranya, que mata amb el seu petó.
Un dia, arriba un nou pres a la seva cel·la: Valentín Arregui Paz, un revolucionari marxista, en un mal estat de salut després d'haver estat torturat. Molina en té cura d'ell, i li parla sobre Aurora. Però Valentin no pot suportar a Molina i les seves fantasies teatrals, i dibuixa una línia a terra per aturar a Molina i que no se li apropi. Però Molina continua xerrant, sovint per amagar els crits i els plors dels presoners torturats. Finalment, Valentín explica que està enamorat d'una noia anomenada Marta. De nou, Valentin és torturat, i de nou Molina el cura. En la seva fantasia, Aurora està al seu costat, ajudant-lo.
El director de la presó anuncia a Molina que la seva mare està molt malalta i que, per tant, Molina podrà veure-la. Això no obstant, la condició és que ha de dir el nom de la xicota de Valentín.
Molina explica a Valentin el seu amor: un cambrer anomenat Gabriel. Només poc després, Molina té al·lucinacions i cau després de saber que ha pres menjar enverinat destinat a Valentin. És portat a l'hospital, on en la seva fantasia, parla amb Aurora i amb la seva Mare. Quan Molina torna a la cel·la, Valentin comença a patir els mateixos símptomes, també provinents del menjar enverinat. Molina tem que Valentin hagi pres alguna substància que el faci parlar i el protegeix de ser portat a l'hospital. Mentre que Molina el cuida, Valentin li demana que li parli sobre les seves pel·lícules. Molina està molt content de fer-ho, i Valentin també comparteix les seves fantasies i esperances amb Molina.
El director de la presó permet a Molina parlar amb la seva mare una breu estona, i de tornada anuncia a Valentin que l'endemà el deixaran anar per bona conducta. Valentin li deman que faci una trucada de telèfon per ell. Molina refusa fer-ho en un inici, però Valentín sap com persuadir al seu company de cel·la.
Molina queda lliure, però torna a ser empresonat, molt ferit després de d'haver estat torturat. L'han agafat mentre que trucava per telèfon, però es nega a dir a qui ha trucat. El director treu una pistola, amenaçant de matar-lo si no parla. Molina només confessa el seu amor cap a Valentin, i és assassinat. Finalment, Aurora va cap a ell i li dona el seu petó mortal.

## Cançons
| I Acte - Prologue - Spider Woman i Presoners - Her Name Is Aurora - Molina, Aurora, Homes d'Aurora i Presoners - Over the Wall - Presoners - And the Moon grows dimmer - Aurora - Bluebloods - Molina - Dressing Them Up / I Draw the Line - Molina i Valentín - Dear One - Mare de Molina, Marta, Valentín i Molina - Over the Wall II - Presoners, Molina i Valentín - Where You Are - Aurora, Homes d'Aurora i Presoners - Over the Wall III -- Marta - Valentín i Presoners - Come - Spider Woman - I Do Miracles - Aurora i Marta - Gabriel's Letter / My First Woman - Gabriel i Valentín - Morphine Tango - Orderlies - You Could Never Shame Me - Mare de Molina - A Visit - Spider Woman i Molina - She's a Woman - Molina - Gimme Love - Aurora, Molina i Homes d'Aurora | Act II - Russian Movie / Good Times - Aurora, Molina i Valentín - The Day After That - Valentín i Famílies dels Desapareguts - Mama, It's Me - Molina - Anything for Him - Spider Woman, Molina i Valentín - Kiss of the Spiderwoman - Spider Woman - Over the Wall IV -- Lucky Molina - Warden i Presoners - Only in the Movies -- His name was Molina - Molina i the People in His Life |

## Produccions
El 1992 es realitzà un taller a la Universitat de Nova York a Purchase. El productor, Garth Drabinsky, es veié involucrat, i la seva companyia produí l'espectacle a Toronto.
Kiss of the Spider Woman s'estrenà al West End londinenc el 20 d'octubre de 1992, representant-se en 390 funcions. Dirigida per Harold Prince i amb coreografia de Rob Marshall, era protagonitzada per Brent Carver com Molina, Anthony Crivello com Valentin, i Chita Rivera com Spider Woman/Aurora. La producció guanyà el Premi Evening Standard a Millor Musical.
El 3 de maig de 1993 s'estrenà al Broadhurst Theatre de Broadway, tancant l'1 de juliol de 1995, després de 904 funcions. Dirigida per Harold Prince i coreografiada per Vincent Paterson i Rob Marshall, el repartiment incloïa a Brent Carver, Anthony Crivello i Chita Rivera repetint els seus papers, així com Merle Louise i Kristy Carnahan. Carver, Crivello, i Rivera van guanyar el Premi Tony per les seves interpretacions. Entre els seus substituts estan Brian Stokes Mitchell (Valentin), Howard McGillin i Jeff Hyslop (Molina); i, com Aurora: Maria Conchita Alonso, Vanessa L. Williams, i Carol Lawrence.
L'estrena a Buenos Aires tingué lloc al Teatre Lola Membrives el 2 de maig de 1995. Dirigida de nou per Harold Prince, el repartiment incloïa a Valeria Lynch al paper titular, Juan Darthes i a Anibal Silveyra. Va ser traduïda al castellà per Pedro Orgambide i Alberto Favero.
Entre abril i maig del 2007 va tenir lloc un revival al Donmar Warehouse de Londres, amb Will Keen (Molina) i Rupert Evans (Valentin).

## Premis i nominacions

### Producció Original de Londres
| Any  | Premi                  | Categoria               | Nominat        | Resultat  |
| ---- | ---------------------- | ----------------------- | -------------- | --------- |
| 1993 | Premi Laurence Olivier | Millor Musical          | Millor Musical | nominat   |
| 1993 | Premi Laurence Olivier | Millor Actor de Musical | Brent Carver   | nominat   |
| 1993 | Premi Laurence Olivier | Millor Director         | Harold Prince  | nominat   |
| 1993 | Premi Laurence Olivier | Millor Escenografia     | Jerome Sirlin  | nominat   |
| 1993 | Premi Laurence Olivier | Millor Il·luminació     | Howell Binkley | GUANYADOR |

### Producció original de Broadway
| Any  | Premi                                    | Categoria                              | Nominat                         | Resultat   |
| ---- | ---------------------------------------- | -------------------------------------- | ------------------------------- | ---------- |
| 1993 | Premi Tony                               | Millor Musical                         | Millor Musical                  | GUANYADOR  |
| 1993 | Premi Tony                               | Millor Llibret de Musical              | Terrence McNally                | GUANYADOR  |
| 1993 | Premi Tony                               | Millor Banda Sonora                    | John Kander i Fred Ebb          | GUANYADOR  |
| 1993 | Premi Tony                               | Millor Actor Protagonista de Musical   | Brent Carver                    | GUANYADOR  |
| 1993 | Premi Tony                               | Millor Actor Protagonista de Musical   | Stephen Douglass                | nominat    |
| 1993 | Premi Tony                               | Millor Actriu Protagonista de Musical  | Chita Rivera                    | GUANYADORA |
| 1993 | Premi Tony                               | Millor Actor de Repartiment de Musical | Anthony Crivello                | GUANYADOR  |
| 1993 | Premi Tony                               | Millor Direcció de Musical             | Harold Prince                   | nominat    |
| 1993 | Premi Tony                               | Millor Coreografia                     | Vincent Paterson i Rob Marshall | nominat    |
| 1993 | Premi Tony                               | Millor Escenografia                    | Jerome Sirlin                   | nominat    |
| 1993 | Premi Tony                               | Millor Vestuari                        | Florence Klotz                  | GUANYADOR  |
| 1993 | Premi Tony                               | Millor Il·luminació                    | Howell Binkley                  | nominat    |
| 1993 | Premi Drama Desk                         | Musical Més Destacat                   | Musical Més Destacat            | GUANYADOR  |
| 1993 | Premi Drama Desk                         | Actor Més Destacat en un Musical       | Brent Carver                    | GUANYADOR  |
| 1993 | Premi Drama Desk                         | Actriu Més Destacada en un Musical     | Chita Rivera                    | GUANYADORA |
| 1993 | Premi Drama Desk                         | Música Més Destacada                   | John Kander                     | nominat    |
| 1993 | Premi Drama Desk                         | Escenografia Més Destacada             | Jerome Sirlin                   | nominat    |
| 1993 | Premi Drama Desk                         | Vestuari Més Destacat                  | Florence Klotz                  | nominat    |
| 1993 | Premi del New York Drama Critics' Circle | Millor Musical                         | Millor Musical                  | GUANYADOR  |